# Трежер-Айленд (Флорида)
Трежер-Айленд (англ. Treasure Island) — місто (англ. city) в США, в окрузі Пінеллас штату Флорида. Населення — 6584 особи (2020).

## Географія
Трежер-Айленд розташований за координатами 27°45′59″ пн. ш. 82°46′10″ зх. д. / 27.76639° пн. ш. 82.76944° зх. д. (27.766509, -82.769387).  За даними Бюро перепису населення США в 2010 році місто мало площу 13,73 км², з яких 4,00 км² — суходіл та 9,73 км² — водойми.

## Демографія
Згідно з переписом 2010 року, у місті мешкало 6705 осіб у 3812 домогосподарствах у складі 1813 родин. Густота населення становила 488 осіб/км².  Було 5801 помешкання (422/км²).
Расовий склад населення:
| - 96,7 % — білих - 0,8 % — чорних або афроамериканців - 0,8 % — азіатів - 0,2 % — корінних американців |

До двох чи більше рас належало 1,0 %. Частка іспаномовних становила 3,0 % від усіх жителів.
За віковим діапазоном населення розподілялося таким чином: 8,6 % — особи молодші 18 років, 61,9 % — особи у віці 18—64 років, 29,5 % — особи у віці 65 років та старші. Медіана віку мешканця становила 56,1 року. На 100 осіб жіночої статі у місті припадало 99,2 чоловіків;  на 100 жінок у віці від 18 років та старших — 97,4 чоловіків також старших 18 років.
Середній дохід на одне домашнє господарство  становив 92 285 доларів США (медіана — 61 758), а середній дохід на одну сім'ю — 125 962 долари (медіана — 90 559). Медіана доходів становила 61 768 доларів для чоловіків та 49 207 доларів для жінок. За межею бідності перебувало 9,7 % осіб, у тому числі 13,7 % дітей у віці до 18 років та 7,7 % осіб у віці 65 років та старших.
Цивільне працевлаштоване населення становило 3168 осіб. Основні галузі зайнятості: освіта, охорона здоров'я та соціальна допомога — 19,8 %, мистецтво, розваги та відпочинок — 15,4 %, науковці, спеціалісти, менеджери — 14,7 %.